# Нахски језици
Нахски језици су мала грана нахско-дагестанске језичке породице заступљена код нахских народа, који живе у  руским републикама: Чеченији, Ингушетији, као и у Грузији и  чеченској дијаспори (углавном у Европи, Средњем истоку и централној Азији).
Нахски језици су историјски класификовани као независна североцентралнокавкаска породица, али према данас важећим класификацијама чине грану породице нахско-дагестанских (североисточнокавкаских) језика. Верује се да су се као језичка група одвојили прије неких 5. 000 - 6. 000 година..

## Класификација
Нахски језици имају више подгрупа. Једна од њих је подгрупа вајнахских језика, која са другим нахским језицима формира ову групу језика. Нахски језици су: чеченски, ингушки и бацбијски језик, уз напомену да се чеченски и ингушки језик сматрају делом вајнахских језика. 

### Вајнахски језици
Вајнахски језици су већа подгупа нахских језика коју чини чеченски и ингушки језик. Заједно са бацбијским језиком чине групу нахских језика.

#### Чеченски језик
Говори га око 1.393.900 људи, углавном етничких Чечена, од којих већина живи у Русији. Припада североисточнокавкаској породици језика.

#### Ингушки језик
Ингушки језик је језик којим говоре Ингуши у Ингушетији (прикавкаска република у саставу Русије) и околним крајевима. Године 2010. ингушким језиком је говорило око 415.000 људи, у Ингушетији, Чеченији, Казахстану и још неким деловима Русије.

### Бацбијски језик
Бацбијски језик је језик мањинског народа Бацбијаца у Грузији, насељеног на подручју Кахетије, у селу Земо-Алвани, као и неким већим центрима.

## Карарктеристике језика
Интересантно је поменути да се нахски језици у одређеној мјери и разликују, као и да се разликују од осталих језика (језици на подручју Дагестана). 
| Бaцбијски језик | Чеченски језик | ријеч      | Дагестански језици         |
| --------------- | -------------- | ---------- | -------------------------- |
| nʕapʼ           | naːb           | 'спавати'  |                            |
| ʃwetʼ           | ʃad            | 'звиждати' | чамалалски језик: tsatʼán  |
| pʰakʼal         | pʰaɡal         | 'зец'      | андијски језик: tɬʼankʼala |
| dokʼ            | dwoɡ           | 'срце'     | андијски језик: rokʷʼo     |
| matsʼ           | mezi           | 'ваза'     | аварски језик: natsʼ       |
| ʕartsʼiⁿ        | ʕärʒa-         | 'црн'      | чамалалски језик: -etʃʼár  |
| jopʼqʼ          | juqʼ           | 'пепео'    |                            |